# The Marrow of a Bone
The Marrow of a Bone ist das sechste Studioalbum der japanischen J-Rock-Band Dir En Grey. Die Veröffentlichung fand am 7. Februar 2007 in Japan statt, in den folgenden Monaten in den Vereinigten Staaten (am 20. Februar), Deutschland (2. März), Frankreich (6. März) und dem Vereinigten Königreich (7. Mai).

## Entstehung
The Marrow of a Bone wurde, wie alle Alben der Band, selbst produziert. Die Arbeiten an dem neuen Album begannen schon 2005, die Mehrzahl der Stücke wurde während der Touren durch Japan, Europa und in den USA während der Family Values Tour geschrieben. Dabei entstanden unter anderem die Lieder Lie Buried with a Vengeance, Agitated Screams of Maggots und The Pledge.
Zu dem am 20. Mai 2006 erschienenen Film Death Trance steuerten Dir en grey Deity, The IIID Empire und Increase Blue als Titelmelodie bei und Clever Sleazoid als Endlied.
Überraschend wurden sie zur Teilnahme an der Family Values Tour 2006 eingeladen. Die Tour wurde 1998 von Korn ins Leben gerufen und fand auch 2006 statt. Mit dabei waren auch: Korn, Deftones, Stone Sour, Flyleaf, 10 Years, Deadsy, Bury Your Dead, Bullets and Octane und Walls of Jericho. Die Family Values Tour 2006 CD wurde als Live-CD am 26. Dezember 2006 von Firm Music veröffentlicht, Dir en grey steuerten die Lieder Merciless Cult und Ryoujoku no Ame bei.
Die letzten Aufnahmen wurden im Dezember 2006 abgeschlossen, so blieb nur noch der Januar 2007 um das Album zu produzieren, da das Veröffentlichungsdatum auf Februar gelegt worden war. Obwohl die arbeiten zügig abgeschlossen werden konnten, wurde die
Produktion von der Band als die bis jetzt schwerste beschrieben. Für das Album wurden die Singles Ryoujoku no Ame und Clever Sleazoid komplett neu aufgenommen, dafür wurde ein neuer Toningenieur eingestellt.
Vor der Veröffentlichung wurde eine Promo-Website sowohl auf Englisch als auch auf Japanisch eingerichtet, welche Videoclips, Samples und Informationen über das Album enthielt. Das dort vorab veröffentlichte Lied Grief ist das einzige, das zu Promotionszwecken ein Musikvideo spendiert bekam und nicht als Single ausgekoppelt wurde. Eine zweite Seite wurde kurz nach der Veröffentlichung des Albums online gestellt, konnte aber nur mit einem Passwort betreten werden, welches im japanischen Release enthalten war. Für Kunden, die sich auf diese Weise registrierten, waren Informationen über Premium-live-Shows verfügbar.
Das Album wurde in Japan in zwei Editionen veröffentlicht: Die Regular Edition besteht aus einer CD in einem Jewelcase, die Limited Edition enthält zwei CDs, eine für das Album und eine zweite für das Album unplugged. In Amerika und Europa wurde nur eine Version vertrieben, die CD mit den 13 Liedern war darin enthalten.

### Cover
Die ursprüngliche Pressung der amerikanischen Edition besaß einen Druckfehler, bei späteren Versionen wurde der Fehler behoben und das Logo war als ganzes sichtbar. Das Cover ist der berühmten Photographie „Grief“ von Dmitri Baltermants entnommen. Die Photographie zeigt die in der öden, schlammigen Landschaft verstreut liegenden Toten eines Nazi-Massakers in der Krimstadt Kertsch. Frauen des Dorfes suchen inmitten der Toten unter schwerem, wolkenbehangenem Himmel nach Angehörigen. Die Deutschen töteten ungefähr 15.000 Bürger und deportierten 14.000 weitere. Das Massaker wurde bei den Nürnberger Prozessen zur Anklage gebracht, Kertsch wurde zur Heldenstadt erklärt.
Siehe auch: Unternehmen Trappenjagd

### Tour
Im März begann die Tour 07 The Marrow of a Bone, welche zuerst durch Japan führte und bis Anfang Mai dauerte. Danach ging es in die Vereinigten Staaten, wo sie zwischen Juni und Juli als Opener für die Deftones auftraten. Nach den USA verlief die Tour 07 The Marrow of a Bone weiter durch Europa, wo sie im Vereinigten Königreich, Schweden, Dänemark, Finland und Polen auftraten. Beim Auftritt auf dem Wacken Open Air am 4. August wurde auch Videomaterial für In Weal or Woe gedreht. Nach der Rückkehr nach Japan wurde eine neue Single, Dozing Green aufgenommen, woraufhin sich die Tour 07 Dozing Green in Japan anschloss, welche auch einen kurzen Abstecher nach Europa (England, Niederlande, Schweiz, Finnland, Frankreich) hatte. Videos der Tour wurden in der Fanclub-DVD In Weal or Woe Ende April 2008 veröffentlicht.

## Stil
Das gesamte Album ist gegenüber dem Vorgänger Withering to Death. härter geworden, die dunkle und emotionale Atmosphäre wurde beibehalten. Die Lieder reichen von langsamen, weichen Stücken zu aggressiven und harten Nummern.
Das Album eröffnet mit der Powerballade Conceived Sorrow, welche in der unplugged Version von Streichern begleitet wird. Für das Album wurden auch die Singles Ryoujoku no Ame und Clever Sleazoid komplett neu aufgenommen, da ein neuer Toningenieur eingestellt wurde. Bei Ryoujoku no Ame änderte sich dadurch das Arrangement, die Falsettstimmen wurden entfernt, um dem rauen Gesamteindruck näherzukommen.
Während Disabled Complexes funkelemente enthält und am Anfang ruhig beginnt, orientiert sich die Mehrzahl der Stücke am Grindcore und Death Metal. Beispiele hierfür sind Grief, Agitated Screams of Maggots, Lie Buried with a Vengeance, The Deeper Vileness und The Pledge, welche zu den härtesten Liedern des Albums gehören. The Fatal Believer und Repetition of Hatred sind eher dem Progressive Metal zuzurechnen und enthalten einen fließenden Übergang von teilweise ruhigem Gesang zu Growling, welcher in manisches Gekreische oder Screaming übergeht und eine brutale, aggressive Atmosphäre schafft.
Eindringlich und verzweifelt wirkt das sanfteste Stück des Albums Namamekashiki Ansoku, Tamerai ni Hohoemi, dessen unplugged Version mit Pianospiel untermalt wurde.

## Rezeption
Die Beurteilung fiel positiv aus. Die Band würde das hohe Niveau des Vorgängeralbums halten und hätte mit THE MARROW OF A BONE einige der besten Songs von Dir en grey aller Zeiten abgeliefert. Das habe aber seinen Preis: Weniger Poptauglichkeit, wesentlich mehr harte Sachen, eine hörbar rohere Produktion, aber dafür auch herausragende Titel. Ferner sei es egal, in welcher Stimmung man sich gerade befinde, es gäbe immer ein Lied auf dem Album, das dazu passe.

## Titelliste
Die Texte sind alle von Kyo geschrieben. Wie seit dem Album Vulgar (2003) üblich werden die Komponisten der einzelnen Lieder nicht genannt, sondern nur Dir en grey angegeben. In Liner Notes im Internet sind allerdings mehr Informationen verfügbar, so wurde Namamekashiki Ansoku, Tamerai ni Hohoemi von Shinya komponiert.
Titelliste CD 1:
1. Conceived Sorrow – 4:49
2. Lie Buried with a Vengeance – 2:43
3. The Fatal Believer – 3:10
4. Agitated Screams of Maggots – 2:56
5. Grief – 3:37
6. Ryoujoku no Ame (凌辱の雨) – 4:02
7. Disabled Complexes – 3:56
8. Rotting Root – 4:45
9. Namamekashiki Ansoku, Tamerai ni Hohoemi (艶かしき安息、躊躇いに微笑み) – 4:37
10. The Pledge – 3:55
11. Repetition of Hatred – 4:32
12. The Deeper Vileness – 3:46
13. Clever Sleazoid – 3:12

Titelliste CD 2 (nur in der Limited Version):
1. Namamekashiki Ansoku, Tamerai ni Hohoemi (艶かしき安息、躊躇いに微笑み) – 4:29
2. Conceived Sorrow – 4:59
3. The Pledge – 3:51

## Singles

### Clever Sleazoid
Die Single wurde am 21. Oktober 2005 veröffentlicht. Das Titellied wird um drei Liveauftritte von Liedern des Albums Withering to Death. ergänzt. Clever Sleazoid wurde für das Album neu aufgenommen, das Musikvideo wurde auch im amerikanischen Fernsehen gezeigt.
Titelliste CD:
1. Clever Sleazoid – 2:55
2. C [Live] – 3:44
3. Garbage [Live] – 2:58
4. Dead Tree [Live] – 5:02

### Ryoujoku no Ame
Nach einem Jahr auf Tour wurde am 26. Juli 2006 die nächste Single auf den Markt gebracht. Das Titellied Ryoujoku no Ame (凌辱の雨) wird von drei Liveaufnahmen ergänzt, welche am 27. Mai 2006 in der Columbiahalle in Berlin aufgenommen wurden. Zu Ryoujoku no Ame wurde auch ein Musikvideo produziert, das Lied wurde für The Marrow of a Bone neu aufgenommen. Eine Liveversion des Songs befand sich auf der Family Values Tour 2006 CD.
Titelliste CD:
1. Ryoujoku no Ame (凌辱の雨) – 4:08
2. The Final [Live] – 4:40
3. Higeki ha Mabuta wo Oroshita Yasashiki Utsu [Live] (悲劇は目蓋を下ろした優しき鬱 [Live]) – 5:29
4. Mr.Newsman [Live] – 4:25

### Agitated Screams of Maggots
Die dritte Single auf dem Album kam am 15. November 2006 in die Läden. Zu dem Lied wurden zwei Musikvideos produziert. Das Erste ist im Ero-Guro-Stil, die Bandmitglieder werden darin nur kurz porträtiert. Dieser Film von Keita Kurosaka wurde 2007 auf dem International Film Festival Rotterdam gezeigt. Das Musikvideo durfte in Japan nur zensiert ausgestrahlt werden. Für Despair in the Womb wurde deshalb ein Zweites gedreht. Neben Agitated Screams of Maggots sind noch drei Liveauftritte auf der CD, welche bei der It Withers and Withers und Inward Scream Tour im Nippon Budōkan in Tokio aufgezeichnet wurden. Das Titellied befindet sich als Liveauftritt auch auf der Single Dozing Green, die Single Glass Skin enthält die unplugged-Version.
Titelliste CD:
1. Agitated Screams of Maggots – 2:59
2. Kodoku ni Shisu, Yueni Kodoku. [Live] (孤独に死す、故に孤独.[Live]) – 3:52
3. Spilled Milk [Live] – 3:57
4. Obscure [Live] – 3:55

## Mitwirkende
- Dir en grey – Produzent, Komponist
  - Kyo – Gesang, Texter
  - Kaoru – E-Gitarre, Akustische Gitarre, Background Vocals, Programmierung
  - Die – E-Gitarre, Akustische Gitarre, Background Vocals
  - Toshiya – E-Bass, Background Vocals
  - Shinya – Schlagzeug, Schlaginstrumente
- Yasushi “Koni-Young” Konishi – recording, mixing

- Akinori Kaizaki – recording, mixing
- Kazushige Yamazaki – mastering
- Hiroshi “Dynamite Tommy” Tomioka – Executive producer
- Koji Yoda – Artdirector, Art Design
- Tadasuke – Piano (CD 2)
- Yoshinori Abe – Programmierung